# Portugiesische Judomeisterschaften 1964
Die Portugiesischen Judomeisterschaften 1964 fanden in Lissabon statt.

## Ergebnisse

### Männer
| Gewichtsklasse | Gold                 | Silber | Bronze |
| -------------- | -------------------- | ------ | ------ |
| – 68 kg        | Fernando Valadas     |        |        |
| – 80 kg        | Fernando Costa Matos |        |        |
| + 80 kg        | Armando Costa Lopes  |        |        |